# Omaha (Nebraska)
Omaha je grad u američkoj saveznoj državi Nebraska. Prema popisu stanovništva iz 2010. u njemu je živjelo 408 958 stanovnika. Omaha je najveći grad u državi Nebraska, on je ujedno administrativni centar okruga Douglas.

## Zemljopis
Grad leži na istočnom rubu Nebraske, duž obale Rijeke Missouri, oko 30 km sjeverno od ušća Rijeke Platte. Omaha je središte Metropolitanskog područja Council Bluffs. Council Bluffs u državi Iowa je smješten s druge strane rijeke Missouri, nasuprot Omahe. Grad i predgrađa formiraju 60. po veličini metropolitansko područje u SAD po podacima iz 2000, s 819 246 stanovnika (2006) u osam okruga s oko 1,2 u radijusu od 80 km.

## Povijest
Omaha je grad bogate povijesti i kulture. Najznačajnije znamenitosti grada su muzeji Joslyn Art Museum, Durham Western Heritage Museum te kazališta Holland Performing Arts Center i Omaha Community Playhouse. Godine 1898. je u njoj održana Trans-mississipijska i međunarodna izložba, a poslužio je i kao zimski kvartir naseljenika na Mormonskom putu. Također je važan po brojnim događajima vezanim uz pokret za građanska prava. Također je poznat i kao poslovno središte koje je časopis Newsweek 2001. godine smjestio među 10 najboljih lokacija za visoke tehnologije. Iako je kriminalitet u Omahi u skladu s prosjekom ostalih američkih gradova iste veličine, ozbiljni društveni problemi su rasna napetost i pandemija upotrebe metamfetamina.

## Galerija slika
- Pogled s parkirališta Qwest na centar grada
- Zgrada na križanju 24 i Lake Streets
- Zgrada Webster Telephone Exchange (danas muzeja Great Plains)